# Winfried Otto Schumann
Winfried Otto Schumann (Tübingen, 20 de maig de 1888 - Múnic, 22 de setembre de 1974) va ser un físic alemany que va predir les ressonàncies de Schumann, una sèrie de ressonàncies de baixa freqüència causades per descàrregues de llamps a l'atmosfera.
Va néixer a Tübingen i era fill d'un físic-químic. Els seus primers anys els va passar a Kassel i a Berndorf, un poble prop de Viena. Es va especialitzar en enginyeria elèctrica a l'Escola Superior Tècnica de Karlsruhe. El 1912 va obtenir el doctorat amb la seva tesi sobre la tecnologia d'alta tensió. Abans de la Primera Guerra Mundial, va ser director del laboratori d'alta tensió de la Brown, Boveri & Cie. Durant el 1920, va ser nomenat professor de la Universitat Tècnica de Stuttgart, on havia treballat abans com a assistent d'investigació. Posteriorment, va ser professor de física a la Universitat de Jena. El 1924, va ser nomenat professor i director del Laboratori d'electrofísica a la Universitat Tècnica de Múnic.
Durant els anys 1947 i 1948 va treballar a Wright-Patterson Air Force Base, a Ohio (Estats Units) i després va tornar a la seva feina a Múnic. El laboratori de Múnic es va convertir posteriorment en l'Institut electrofísica, on Schumann va continuar treballant fins que es va retirar de la investigació activa el 1961 a l'edat de 73 anys, encara que ell va continuar ensenyant durant dos anys més. Va morir el 22 de setembre de 1974 a Múnic.

## Patents
- U.S. Patent 2,297,256. Tube control, Winfried Otto Schumann, Sep 29, 1942